# 吴志攀
吴志攀（1956年—），男，四川西昌人，中国金融法学专家。曾任北京大学常务副校长、常务副书记，北京大学法律总顾问、教授、博士生导师，浙江大学光华法学院兼职教授。

## 生平
吴志攀先后获得北京大学本科、硕士和博士学位，师从芮沐。曾作为访问学者赴哈佛大学法学院进修，任北京大学法学院院长、北大副校长。

## 社会兼职
- 中华人民共和国教育部法学教育指导委员会副主任
- 中国法学会常务理事、副会长（第六届）
- 中国法学教育研究会副会长

## 著作
- 《商业银行法论》（中国人事出版社，1994年)
- 《香港商业银行与法律》（中国法制出版社，1994年)
- 《商业银行法教程》、《中国人民银行法教程》（金融出版社，1995年)
- 《国际金融法》（法律出版社，1999年)
- 《金融法概论》(第四版)（北京大学出版社，2000年)
- 《国际经济法》（北京大学出版社，2000年)
- 《金融全球化与中国金融法》（广州出版社，2000年)
- 《金融法典型案例分析》（金融出版社，2000年)
- 《资本市场与法律》（中国政法大学出版社，2000年)
- 《上市公司法律问题》（中国石油出版社，2000年)
- 《金融法的"四色定理"》（法律出版社，2003年）